# Schwarzkopftukan
Der Schwarzkopftukan (Andigena cucullata) ist eine Vogelart aus der Familie der Tukane, die in südamerikanischen Bergwäldern vorkommt. Es werden keine Unterarten unterschieden. Die IUCN stuft den Schwarzkopftukan als  (=least concern - nicht gefährdet) ein.

## Erscheinungsbild

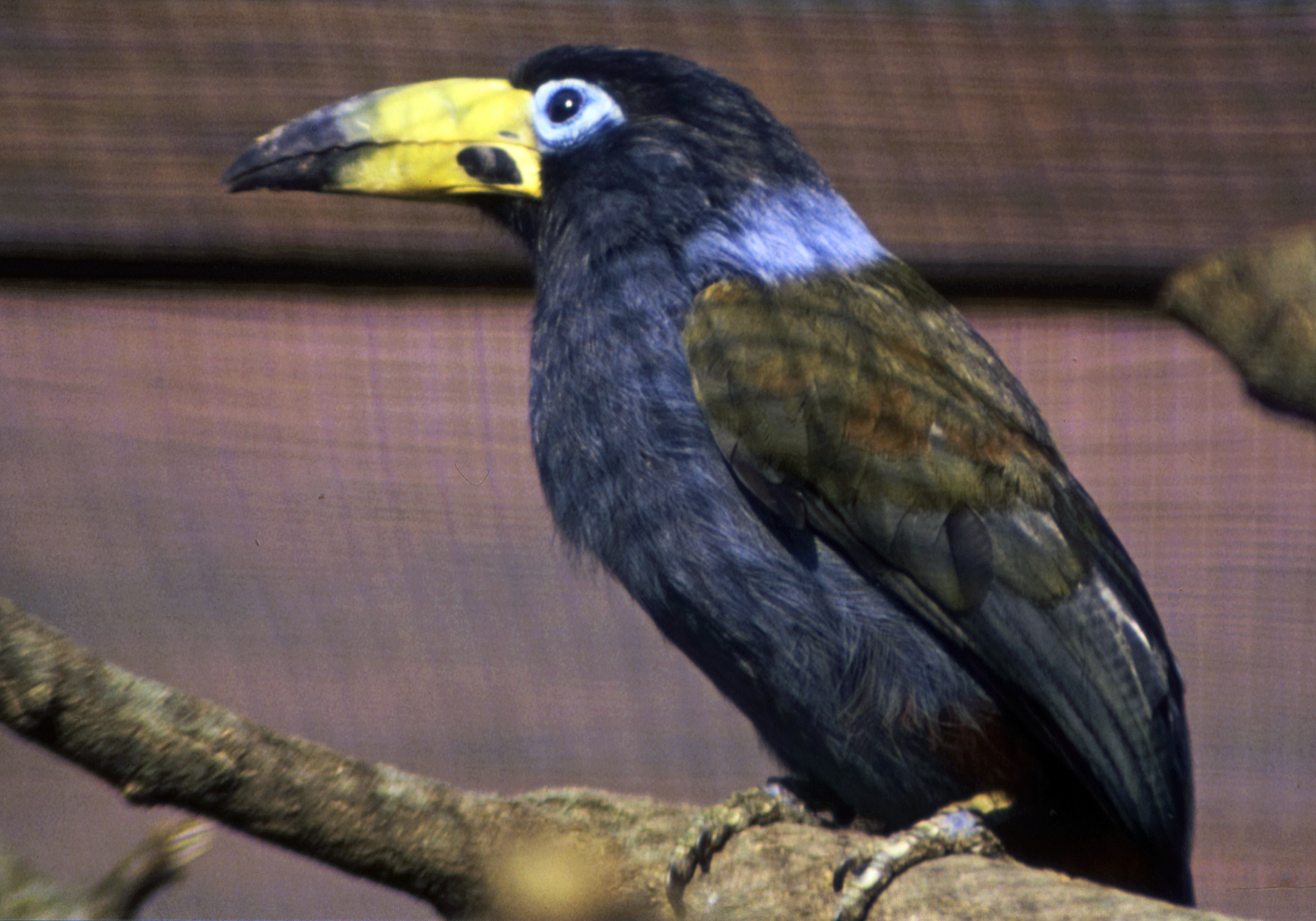
Schwarzkopftukan im Vogelpark Walsrode

Die Körperlänge adulter Schwarzkopftukane beträgt 45 bis 48 Zentimeter. Die Männchen des Schwarzkopftukans erreichen eine Flügellänge von 16 bis 18,5 Zentimetern. Der Schwanz ist 15 bis 18,2 Zentimeter lang, die Schnabellänge beträgt 7,3 bis 9,1 Zentimeter. Es besteht kein auffälliger Sexualdimorphismus, Weibchen sind tendenziell etwas kleiner als Männchen und haben einen etwas kürzeren Schnabel. Die Schnabellänge beträgt bei ihnen 6,9 bis 8,1 Zentimeter.
Adulte Schwarzkopftukane haben einen schwarz befiederten Kopf, die Kehle und das Kinn sind dabei rußig schwarz. Im Nacken verläuft ein blaugraues Band, das an den Nackenseiten schmal ausläuft. Der Rücken und die Flügel sind olivbraun mit einem stellenweise gelblichen Schimmer. Der Rumpf und der gestufte Schwanz sind dunkel gelbgrün. Die Brust ist rußig blau und hellt in Richtung Bauch und Flanken zu einem blassen Graublau auf. Die Oberschenkel sind dunkel kastanienbraun, die Unterschwanzdecken sind bei den meisten Individuen rot. Einige wenige Individuen haben gelbe Unterschwanzdecken. Der Schnabel ist entlang des Schnabelrückens gebogen. Unter- und Oberschnabel sind am Ende rußig schwarz, ansonsten gelbgrün. Der Unterschnabel weist unweit des Schnabelansatzes einen großen schwarzen Fleck auf. Die unbefiederte Gesichtshaut ist blassblau bis grünblau, die Augen sind tief braun. Die Füße und Beine sind graugrün bis grün. Jungvögel haben ein matteres Gefieder, das blaugraue Nackenband ist entweder nicht vorhanden oder deutlich kleiner.

## Verwechslungsmöglichkeiten
Im Verbreitungsgebiet des Schwarzkopftukans sind andere Tukanarten selten zu beobachten. Bei den wenigen Tukanen, die sich in ähnlichen Höhenlagen aufhalten, handelt es sich meistens um Grünarassaris, deren Gefieder sich deutlich vom Schwarzkopftukan unterscheiden. Die häufigste Grünarassari-Art im Verbreitungsareal des Schwarzkopftukans ist der Grauschnabelarassari. In Südperu kann das Verbreitungsgebiet des Schwarzkopftukans an das des Blautukans angrenzen. Von dieser Art ist der Schwarzkopftukan durch den schwarzen Kopf zu unterscheiden. Der Blautukan hat außerdem einen partiell roten Schnabel.

## Verbreitungsgebiet und Lebensweise

Verbreitungsgebiet des Schwarzkopftukans (grün)

Der Schwarzkopftukan gehört zu den Tukanarten mit einem sehr kleinen Verbreitungsgebiet. Er kommt nur in der peruanischen Region Puno sowie in den angrenzenden bolivianischen Departamentos La Paz und Cochabamba vor. In Bolivien wird er überwiegend in Höhenlagen zwischen 2.400 und 3.300 Metern beobachtet.
Schwarzkopftukane werden überwiegend einzeln, in Paaren oder kleinen Familientrupps mit bis zu vier Individuen beobachtet. Sie ernähren sich hauptsächlich von Früchten. Ansonsten ist über ihre Lebensweise nichts bekannt.

## Belege

### Einzelbelege
1. ↑   Lantermann, S. 167
2. ↑   Short et al., S. 360
3. ↑   Short et al., S. 359
4. ↑  Short et al., S. 361